# Martin Samuel
Martin Samuel é um maquiador estadunidense. Foi indicado ao Oscar de melhor maquiagem e penteados em três ocasiões por seu trabalho técnico na composição das personagens em obras cinematográficas.

## Prêmios e indicações
- Indicado: Oscar de melhor maquiagem e penteados — Pirates of the Caribbean: The Curse of the Black Pearl (2003)
- Indicado: Oscar de melhor maquiagem e penteados — Pirates of the Caribbean: At World's End (2007)
- Indicado: Oscar de melhor maquiagem e penteados — Hitchcock (2012)